# Liste d'écrivains birmans
La liste chronologique d'écrivains birmans regroupe chronologiquement des écrivains et des écrivaines de Birmanie.

## 1000
- Ananda Thuriya (en) (1100c-1174)

## 1300
- Min Yaza of Wun Zin (en) (1350c-1421), homme politique et écrivain

## 1400
- Shin Thila Wuntha (1453-1500)
- Nawade le Grand (1498-1588)
- Thilawintha

## 1500
- Ma Hpyu (Cour d'Ava), Ma Nyo (Cour d'Arakan), princesse Yazadatou Kalya (1556-1602)
- Shin Thwe Nyo
- Ugga Byang
- Natshinnaung (1579-1613)

## 1600
- Padethayaza (1683-1754)

## 1700
- Shin Min (1738-1781)
- Shin Sandalinka (en) (1730c-1795c), moine bouddhiste
- Saya Gyi U Nu (en) (1762-1822), écrivain et poète
- U Kyin U (en) (1773-1838), dramaturge
- Me Khwe (1781-1836)
- Maung Kala
- Padethayaza
- Ma Mya Kele, reine et poétesse
- U Pok Ni, dramaturge
- U Kyin U, dramaturge

## 1800
- U Ponnya (en) (1812-1867), dramaturge
- Kinwun Mingyi U Kaung (en) (1822-1908)
- Pho Hlaing (en) (1830-1883), homme politique et écrivain
- princesse de Hlain (1833-1875), Hlain Thei Khaung Tin
- U Kyee (1848-1908), romancier

## 1850
- Hmawbi Saya Thein (en) (1862-1942), collectionneur, essayiste et écrivain
- James Hla Kyaw (en) (1866-1919), romancier et traducteur
- Thakin Kodaw Hmaing (1876-1964), poète et pamphlétaire
- U Ottama (en) (1879-1939), moine bouddhiste, leader indépendantiste et écrivain
- P Moe Nin (en) (1883-1940), nouvelliste
- Pe Maung Tin (en) (1888-1973), universitaire et écrivain
- Maurice Collis (1889-1973), écrivain irlandais
- Po Kya (en) (1891-1942), nouvelliste et réformateur
- Theippan Maung Wa (en) (1899-1942) (mouvement Khit-San Sarpay)
- U Lat, romancier

## 1900
- Maha Hswé, romancier et poète
- Dagon Khin Khin Lay (en) (1904-1981), romancière, scénariste et cinématographe
- Mya Sein (en) (1904-1988)
- Zawgyi (writer) (en) (1907-1990), historien, écrivain et poète
- U Nu (1907-1995), homme politique et écrivain
- Htin Aung (1909-1978), historien
- Min Thu Wun (1909-2004), universitaire, écrivain et poète
- Maung Htin (en) (1909-2006), journaliste, écrivain, nouvelliste
- Saw Mon Nyin (1909-2011), universitaire et écrivaine

## 1910
- Ludu U Hla (en) (1910-1982), écrivain et folkloriste
- Myo Min (en) (1910-1995), journaliste et écrivain
- Thukha (en) (1910-2005), cinéaste, scénariste, auteur de chansons, etc
- Edward Michael Law-Yone (en) (1911-1980), journaliste et officiel
- Myint Swe (writer) (en) (1912-1978), médecin et écrivain
- Chit Maung (en) (1913-1945), journaliste
- Thein Pe Myint (en) (1914-1978), homme politique, écrivain et journaliste
- Nyo Mya (en) (1914-1985), homme politique, éditeur et journaliste
- Thakin Lwin (en) (1914-1996, écrivain et politicien
- Khin Myo Chit (en) (1915-1999), écrivaine, nouvelliste et journaliste
- Mi Mi Khaing (en) (1915-1990), romancière et nouvelliste
- Ludu Daw Amar (1915-2008), journaliste et écrivaine
- Min Aug (1916-), romancier
- Mi Mi Khaing (en) (1916-1990), écrivaine
- Htin Gyi (en) (1916-2004), écrivain et journaliste
- Journal Kyaw Ma Ma Lay (1917-1982), romancière et nouvelliste
- Thadu (1917-1991), (Phe Than)
- Ohn Pe (en) (1917-2008), businessman, écrivain, fondateur du Pakokku U Ohn Pe literary award
- Dagon Taya (en) (1919-2013), écrivain

## 1920
- Paragu (en) (1921-2011), écrivain multilingue
- Nan Nyunt Swe (en) (1923-2010), poète et journaliste
- Thakin Tin Mya (en) (1924-2015), homme politique et écrivain
- Khin Hnin Yu (1925-2003), romancière
- Ngwe Tayi (1925-1958), poète et nouvelliste
- Richard Bartholomew (en) (1926-1985)
- Taw Phaya Galay (en) (1926-2006)
- U Thaung (en) (1926-2008), écrivain et journaliste
- Aung Thin (en) (1927-), journaliste
- Min Yu Wai (en) (1928-)
- Khin Maung Nyunt (en) (1929-), écrivain et historien
- Mya Than Tint (1929-1988), écrivain et traducteur
- Kyi Aye (en) (1929-2016), romancière, nouvelliste et poétesse

## 1930
- Tekkatho Phone Naing (en) (1930-2002), romancier
- Win Tin (1930-2014), journaliste, écrivain et activiste
- Hsu Shin (en) (1932-), écrivain scientifique)
- Soe Nyunt (en) (1932-2009), journaliste, romancier et poète
- Tin Moe (1933-2007), poète
- Nat Nwe (en) (1933-2010), journaliste, romancier et poète
- Tin Shwe (en) (1936-2000), médecin et écrivain
- Khin Maung Yin (en) (1938-2014), artiste et écrivain
- Min Theinkha (en) (1939-2008), astrologue, écrivain et prisonnier politique
- U Win Pe (1939-), romancier et nouvelliste

## 1940
- Ludu Sein Win (en) (1940-2012), écrivain et journaliste
- Moe Hein (en) (1942-2010), poète
- Ma Htet Su (1942-)
- Nay Myo Thant (en) (1943-), nouvelliste
- Moe moe (Inwa) (1944-1990)
- Wunna (en) (1945-2011), cinéaste et écrivain
- Maung Wuntha (en) (1945-2013), journaliste et écrivain
- Aung San Suu Kyi (1945-), femme politique
- San San Nweh (1945-), journaliste, romancier, nouvelliste et poète
- Kan Chun (en) (1946-2009), journaliste, satiriste et romancier
- Htin Kyaw (1946-), écrivain et homme politique
- Ma Thanegi (1946-), essayiste
- Nanda Thein Zan (en) (1947-2011), universitaire, écrivain et philosophe
- Wendy Law-Yone (en) (1947-), écrivaine
- Ma Sandar (en) (1947-), romancière et nouvelliste
- Hla Myint Swe (artist) (en) (1948-), artiste et écrivain
- Xiaolan Bao (1949-2006)
- Pe Myint (en), (1949?-), médecin et homme politique

## 1950
- Myint Maung Maung (en) (1950?-), écrivain et médecin
- Thu Maung (en) (1951-2010), acteur, écrivain et poète
- Minfong Ho (en) (1951-), écrivaine
- Nay Win Myint (en) (1952-), romancier, écrivain et journaliste
- Nyi Pu Lay (1952-), nouvelliste
- Maung Thit Min (en) (1953-2011), compositeur et écrivain
- Ko Ni (1953-2017), légiste et écrivain
- Aye Aye Win (en) (1953-), écrivaine et journaliste
- Min Lu (en) (1954-2013), écrivain et scénariste
- Ko Ko Hlaing (en) (1956-), écrivain et chercheur
- Khit Mya Zin (1956-)
- Nu Nu Yi (Inwa) (1957-), écrivaine
- Ju (writer) (en) (1958-), écrivaine et nouvelliste (Tin Tin Win)

## 1960
- Myoma Myint Kywe (1960-), écrivain et historien
- Taryar Min Wai (1960?-)
- Maung Tin Sint (1960?-)
- San San Nweh (1960?-), écrivain, poétesse et journaliste dissidente
- Khin Khin Htoo (1965-), écrivaine
- Ye Yint Thet Zwe (en) (1965-), poète et journaliste
- Thant Myint-U (en) (1966-), historien
- Ma Thida (1966-), médecin, activiste des droits humains et intellectuel
- Ni Ko Ye (en) (1966-2009), nouvelliste
- Pascal Khoo Thwe (1967-), écrivain et militant
- Tharawun (Pyay) (1968-)
- Khet Mar (1969), romancier

## 1970
- Thaung Tun (en) (1970?-), poète, éditeur, cinéaste et activiste
- Maung Khin Min (Danubyu) (en) (1970?-)
- Maung Yint Mar (en) (1970?-), nouvelliste
- Lun Htar Htar (en) (1971-), romancière et nouvelliste
- Zaw Zaw Aung (en) (1971-), artiste

## 1980
- Nyein Way (en) (1980?-), poète
- Saw Wai (en) (1980?-), poète
- Theikpan Soe Myint Naing (en) (1980?-), écrivain littérature jeunesse
- Win Win Myint (en) (1980?-), poétesse et nouvelliste
- Nay Toe (en) (1981-), acteur (et autobiographe)
- Cheery Zahau (née en 1981), essayiste et militante